# Herb powiatu oleśnickiego

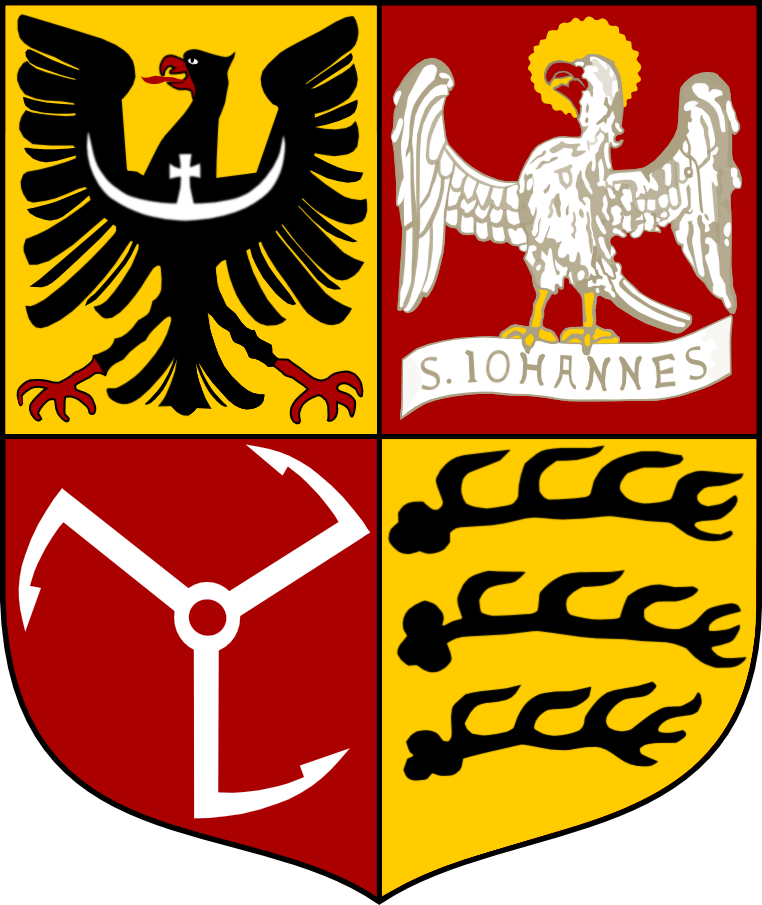
Przedwojenny herb powiatu zawierający w sobie nawiązania do herbu Oleśnicy i herbu Bierutowa

Herb powiatu oleśnickiego – jeden z symboli powiatu oleśnickiego, ustanowiony 10 listopada 1999.

## Wygląd i symbolika
Herb przedstawia na tarczy dwudzielnej w słup od prawej bocznicy w polu złotym połuorzeł czarny ze srebrną sierpową przepaską zakończoną kształtem trójlistnej koniczynki, biegnącą poprzez pierś i skrzydło z zaćwiczonym połukrzyżem srebrnym w niej na środku piersi. Od lewej bocznicy tarczy w polu czerwonym połuorzeł srebrny z głową w nimbie złotym (orzeł św. Jana).